# Hoverla
Núi Hoverla (tiếng Ukraina: Говерла, Hoverla; tiếng Hungary: Hóvár; tiếng Romania: Hovârla; Goverla, tiếng Ba Lan: Howerla) là ngọn núi cao nhất Ukraina và một phần dãy núi Carpath.
Hoverla có độ cao 2.061 mét (6.762 ft), nằm ở dãy núi Beskides Đông, thuộc vùng Chornohora. Các sườn dốc được bao phủ bởi rừng cây sồi (Beech) và vân sam, phía trên có một vành đai các đồng cỏ phụ được gọi là polonyna. Ở sườn phía đông có suối chính của sông Prut.
Tên gọi Hoverla có nguồn gốc từ tiếng Hungary và có nghĩa là 'núi tuyết' . Hoverla có thành phần địa chất gồm đá sa thạch, một loại đá trầm tích.